# Вітка
Ві́тка або Вє́тка (біл. Ветка, Vietka) — місто в Білорусі на річці Сож, лежить на сході Білоруського Полісся за 15 кілометрів від Гомеля, центр Вітківського району Гомельської області. Автошляхами місто з'єднане з Гомелем і Добрушем.

## Історія

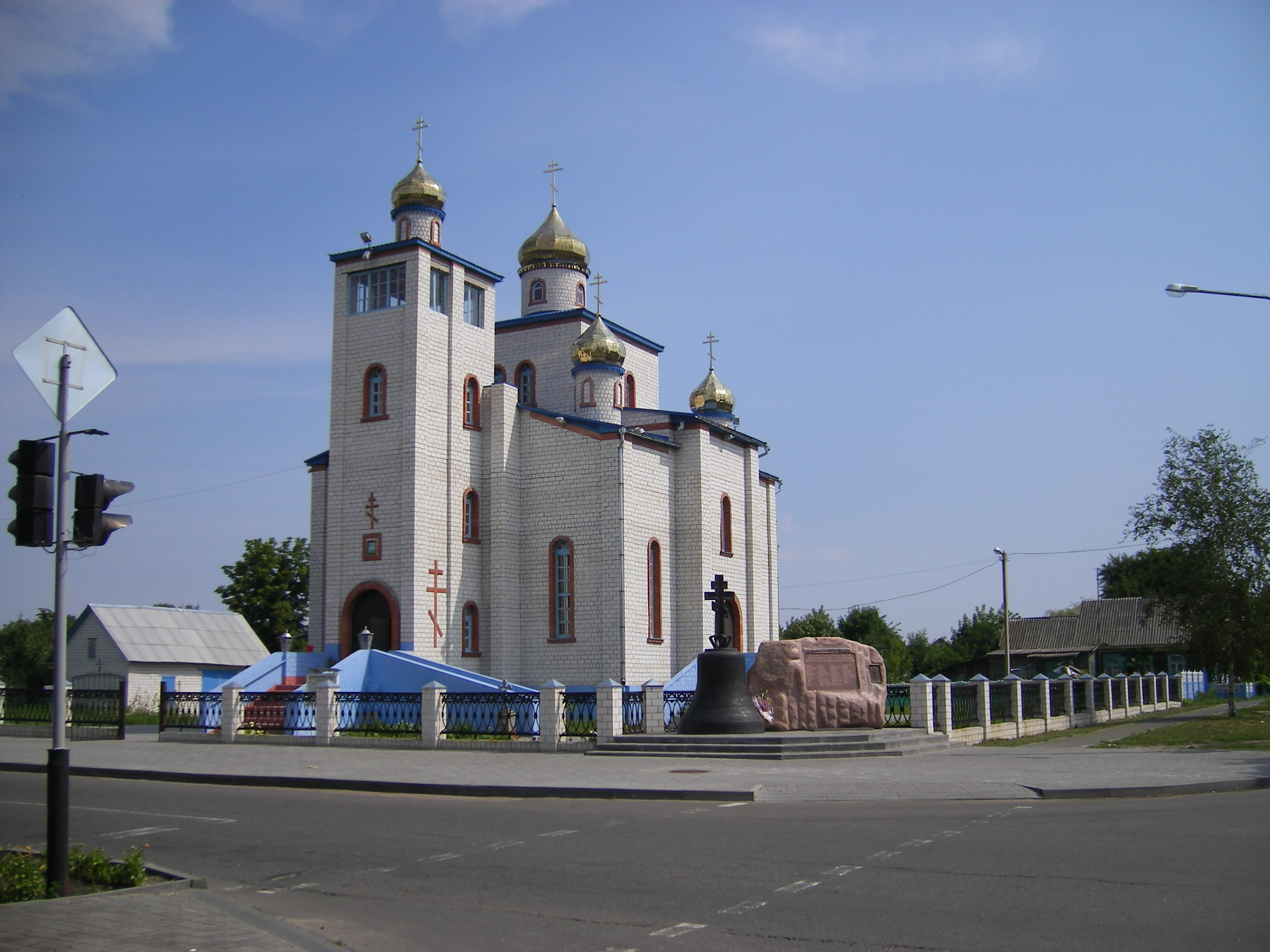
Спасо-Преображенський собор у центрі Вітки

Місто засноване в 1685 році (за іншими джерелами в 1682 році) старовірами — біженцями з центральної Росії. У XVII столітті територія Вітки входила до складу Речі Посполитої і перебувала поруч з російським кордоном. На острові Вітка на річці Сож і в селі Вітка утворився центр російського старообрядства, що зазнали гонінь світською і церковною владами Росії.
На початку XVIII століття Вітка стала одним з головних місць зосередження попівців, яких у той час тут нараховувалося до 4 тисяч. Було засновано декілька монастирів і скитів. У 1730-х у місті з прилеглими слободами жило до 40 тисяч осіб.
У XVIII столітті у Вітці сформувалися особливості техніки іконопису (так звана «вітківська ікона») і оформлення рукописної книги, склалася самобутня школа вітківського різьблення по дереву.
До Вітки двічі (в 1735 і 1764 роках) направлялися з Росії каральні війська для «вигнання» старовірів назад у Росію. Війська спалили місто, більшість жителів було виселено в східні губернії Росії.
З 1772 року Вітка в складі Російської імперії, з 1784 року — містечко Білецького, з 1852 року — Гомельського повіту Могилевської губернії. У 1868 році тут відкрито жіноче, а в 1874 році чоловіче народні училища. Населення міста в 1874 році становило 7,2 тисячі жителів.
З 1919 року Вітка в складі Гомельського повіту РРФСР, з 1925 року має статус міста, з 1926 року в складі БРСР, з 8 грудня 1926 року стала центром району. В 1939 році у Вітці нараховувалося 6 тисяч жителів.
З 18 серпня 1941 року по 28 вересня 1943 року місто було окуповане німецько-фашистськими військами, жертвами яких стали 656 мешканців Вітки і Вітківського району.
У 1969 році населення Вітки становило 6,2 тисячі жителів.
У 1978 році у Вітці на базі колекції Ф. Р. Шклярова заснований Вітківський державний музей народної творчості, відкритий для відвідування в листопаді 1987 року.
Вітка піддалася радіоактивному забрудненню внаслідок катастрофи на Чорнобильській АЕС 26 квітня 1986 року. Населення в 1999 році 7,7 тис.

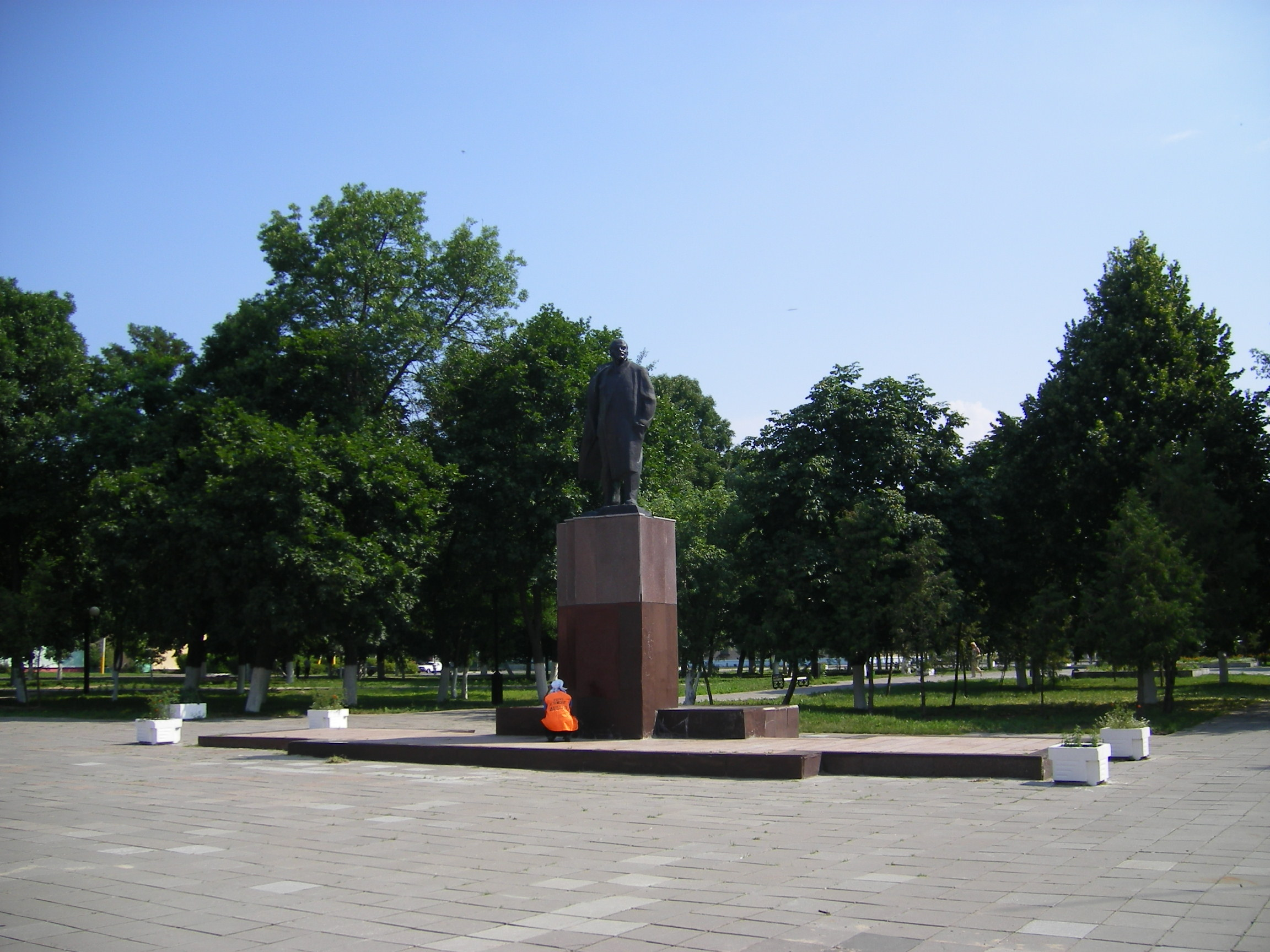
Центральна площа
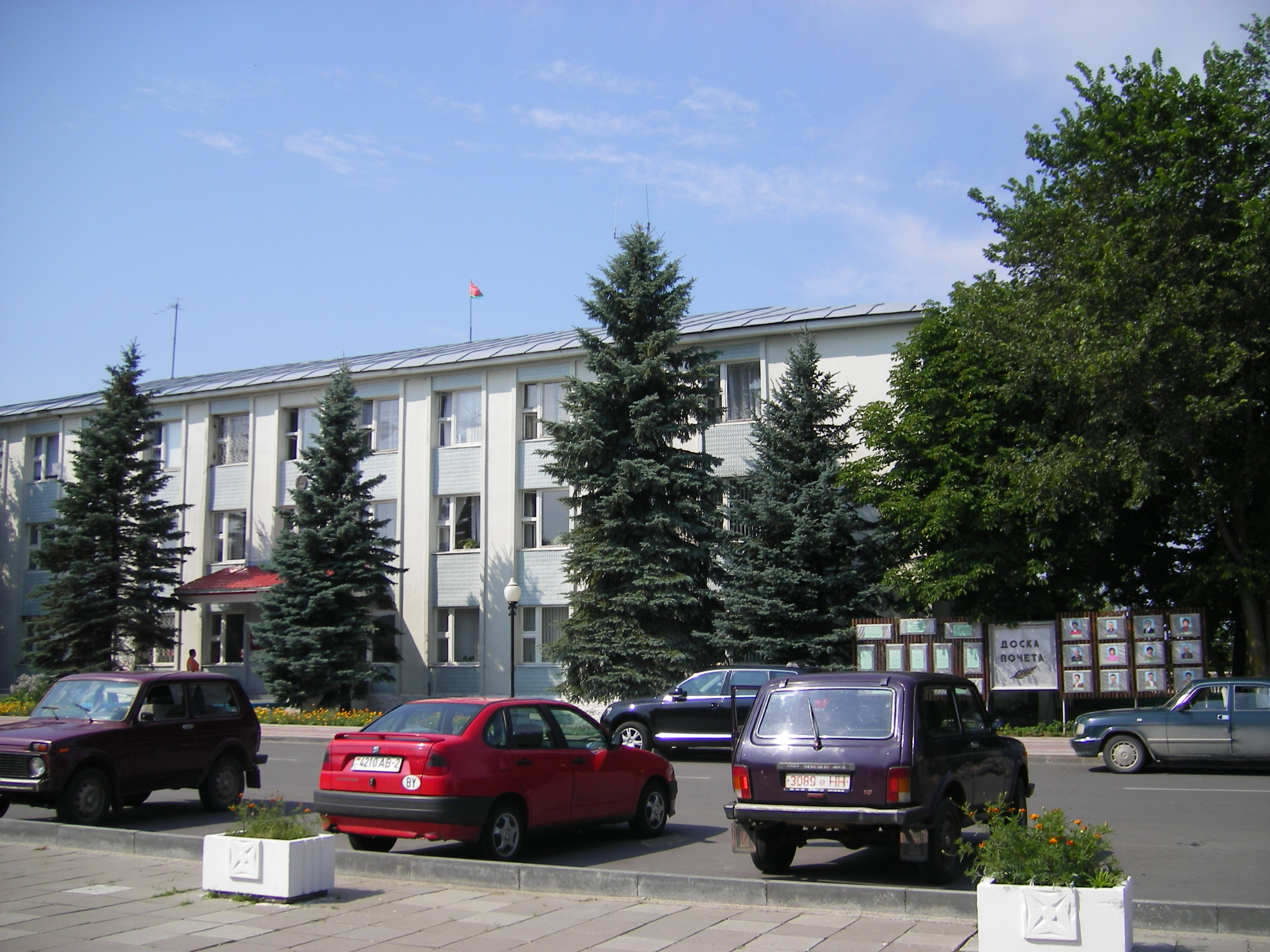
Рада

## Герб
Герб Вітки затверджений 17 квітня 2004 року рішенням № 19 Вітковскої Ради депутатів і внесений у гербовий матрікул Республіки Білорусь (№ 64). Являє собою іспанський щит, у червоному полі якого зображена срібна літера W. Літера W є елементом герба колишніх власників міста Халецьких, крім того, символізує першу літеру назви міста.